# Топос (сетевой журнал)
«То́пос» — ежедневное литературно-художественное и философско-культурологическое сетевое издание. Уникальность журнала среди иных литературных изданий в Рунете — сочетание художественной литературы не только с литературоведением, но и философией.

## История
Зарегистрирован в Госкомпечати РФ. Выходит в интернете с 10 декабря 2001 года. Публикует поэзию, прозу, литературно- критические, искусствоведческие, культурологические и философские эссе, очерки и статьи. Редакторы — Валерия Шишкина (главный редактор; отделы «Критика», «Онтологические прогулки»), Дмитрий Бавильский (отдел «Библиотечка эгоиста»), Татьяна Тельнова (выпускающий редактор).

Задача журнала — отслеживать таинственные процессы образования новой русской культуры. Многие начинающие авторы получили признание читательской аудитории, пройдя через испытательные площадки «Топоса», в соседстве с публикациями литераторов, культурологов и деятелей русской культуры мировой известности. «Топос» — журнал, в котором на глазах читателей формируется современная русская словесность постсоветской эпохи.

## Отзывы
Уже в 2003 году обозреватель «Нового мира» Сергей Костырко отмечал:

«Топос» начал работать сравнительно недавно (в декабре 2001 года), но уже стал одним из самых представительных и по количеству выставленных текстов, и по изначальной установке его редакторов. И ещё одно существенное обстоятельство: с самого начала ощущалось, что редакторы журнала ориентируются на отражение последних веяний нашей литературы чуть ли не во всём их разнообразии.
Спустя три года он же подчёркивал:

За прошедшие годы напор этот не ослабел. Чуть поубавилось кокетства эстетической и «интеллектуальной» размашистостью, но сайт сохраняет функции репрезентативного для нынешней литературной ситуации издания. Обозначились и процессы, благодаря которым «Топос» из литературной лаборатории, каковой почти всегда является любой новый литературный сайт со своим до поры до времени эксклюзивным набором авторов, со своей внутрисайтовской табелью о рангах, постепенно становится сайтом, претендующим на статус полноценного литературного издания. Заглянувший сюда впервые читатель встретит имена не только тех, кто только «оперяется» на этих страницах, но и известные ему по нынешней «большой» литературе. Именно «Топос» выбирают для первой публикации своих новых текстов, скажем, Евгений Шкловский, Сергей Солоух, Андрей Левкин, Николай Байтов, Марианна Гейде, Александр Кабанов, Владимир Тучков, Лев Усыскин, Андрей Матвеев и многие другие. Общий ресурс его вырос настолько, что его уже можно сравнивать с «Вавилоном».

## Авторы
В журнале печатались Ольга Абакумова, Наталья Абалакова, Дмитрий Бавильский, Алексей Борычев, Илья Байбиков, Андрей Бычков, Олег Бондаренко, Павел Вадимов, Владимир Важенин, Николай Грицанук, Лариса Дабижа, Юлий Давидов, Сергей Захаров, Максим Жуков, Владислав Кураш, Джон Маверик, Константин Мамаев, Валерий Осинский, Александр Суконик, Михаил Харит, Нина Щербак и другие.

## Редакция

### Бывшие редакторы
- С декабря 2001 года по июнь 2004 года — Владимир Богомяков, главный редактор[1]
- С июля 2004 года по октябрь 2007 года — Светлана Кузнецова, редактор отделов «Проза» и «Поэзия»[1]
- С апреля 2002 года по май 2006 года — Лев Пирогов, редактор «Создан для блаженства»[1]
- С июля 2005 года по апрель 2007 года — Владимир Иткин, редактор «В дороге»[1]
- С сентября 2007 года по октябрь 2008 года — Екатерина Ушакова, редактор отдела «Проза»[1]
- С октября 2002 года по сентябрь 2012 года — Дмитрий Бавильский, редактор «Библиотечки эгоиста»[1]

### Бывшие редакторы оформления
- Выпускающий редактор Татьяна Тельнова
- Дизайнер Денис Савельев
- Дизайнер и выпускающий редактор Пётр Белоусов
- Выпускающий редактор Ольга Галатонова
- Верстальщик Сергей Дрёмов
- Выпускающий редактор Елена Евлахова
- Художник Алексей Капнинский
- Дизайнер и ответственный секретарь Гузель Немирова
- Верстальщик Софроний Петров

## Постоянные разделы
- Поэзия
- Проза
- Литературная критика
- Библиотечка «эгоиста»
- Создан для блаженства
- Онтологические прогулки
- Искусство
- Жизнь как есть
- Лаборатория слова[3]